# Lou Thesz
Lou Thesz (* 24. April 1916 in Banat, Michigan als Lajos Tiza; † 28. April 2002 in Orlando, Florida) war ein amerikanischer Wrestler. Thesz war erster Träger des vereinigten NWA World Heavyweight Titels und einer der letzten echten Vertreter des Hooker-Wrestlingstils. Er trat als einziger männlicher Wrestler in sieben verschiedenen Jahrzehnten aktiv im Ring auf und ist bis heute in zahlreichen Ruhmeshallen aufgenommen worden.

## Leben
Thesz, der ursprünglich Lajos Tiza hieß, wurde als Kind ungarischstämmiger Eltern geboren, die ihn bei ihrem Umzug nach St. Louis in Aloysius Martin Thesz umbenannten. Da sein Vater Ringer war, lernte Lou bereits als Kind etliche Haltegriffe. Über seinen Vater kam er auch ins Ringerteam der High School, ohne diese zu besuchen. Schließlich wurde er im Alter von 16 Jahren vom Wrestler John Zastro entdeckt und als Sparringspartner verpflichtet. Über ihn lernte Thesz den Promoter Joe Sanderson kennen und bestritt Anfang 1933 sein erstes Match. Zu dieser Zeit gab es zwar bereits abgesprochene Matches, aber das Geschehen im Ring war noch weitgehend echt, so dass Thesz in den ersten Jahren viel einstecken musste. Doch er lernte viel von erfolgreichen Männern wie Ad Santel, Ray Steele und dem damals alles beherrschenden Ed „Strangler“ Lewis. Schließlich wurde er von George Tragos zu einem Hooker ausgebildet.
Da neben den ringerischen Fähigkeiten auch Aussehen und Körperbau stimmten, stand einer ganz großen Karriere nichts mehr im Weg, und so konnte Thesz sich am 29. Dezember 1937 den Midwest Wrestling Association World Heavyweight Title sichern, als er Everett Marshall besiegen konnte. Damit ist er bis heute der jüngste Wrestler der sich jemals World Heavyweight Gold sichern konnte.
Während der nächsten Jahre kamen noch einige Titel dazu und als 1947 die National Wrestling Alliance gegründet wurde, sollte Thesz mit seinem National Wrestling Association-Title gegen deren Champion Orville Brown in einem Titelvereinigungsmatch antreten. Nachdem sich Brown allerdings kurz vorher bei einem Autounfall schwer verletzt hatte, erhielt er dessen Titel allerdings kampflos. Nachdem er 1950 den American-Wrestling-Association-Champion Georgeous George besiegen und 1952 den World Heavyweight Title (Los-Angeles-Version) gewonnen hatte, galt er als erster wahrer Wrestling-Weltmeister seit Frank Gotch.
Thesz war ein hart arbeitender Champion und verteidigte seinen Titel ca. 250 mal pro Jahr. Dies forderte natürlich seinen Tribut und so verlor er den Titel am 15. März 1956 an „Whipper Billy“ Watson. Doch bereits im November war Thesz wieder Champion. Im Jahr darauf verteidigte er den Titel in Japan gegen Rikidōzan, womit der Grundstein zum Japanischen Wrestling gelegt wurde. Zudem trat er auch in Australien und Singapur an. Doch in diesem Jahr kam auch das Ende für die geeinte Wrestling-Weltmeisterschaft, nachdem er den Titel am 14. Juni an Edouard Carpentier verlor. Er gewann den Titel zwar bereits einen Monat später zurück, doch Carpentier wurde in Los Angeles, Boston und Omaha weiterhin als Champion anerkannt. Als er sich schließlich weigerte den Titel an den wrestlerisch limitierten, aber an der Ostküste sehr populären Bruno Sammartino zu verlieren, weil er diesen nicht für würdig hielt, musste er den Titel endgültig verlieren. Da er sich ebenfalls weigerte gegen den „Nature Boy“ Buddy Rogers zu verlieren, gab er den Titel schließlich an den ehemaligen Olympiateilnehmer Dick Hutton ab.
Als sich Rogers 1963 weigerte den Titel außerhalb der Capitol Wrestling Federation zu verteidigen, zeigte Thesz noch einmal sein ganzes Hookertalent und besiegte den „Nature Boy“ im Alter von 48 Jahren gegen dessen Willen. Hiermit wurde übrigens auch der Grundstein für World Wrestling Entertainment gelegt, denn die Capitol Wrestling Federation um Vincent J. McMahon löste sich von der NWA und nannte sich in Worldwide Wrestling Federation um.
In seiner mittlerweile vierten Titelregentschaft gelang es Thesz noch einmal den AWA World Championship-Title (Ohio Version) in den NWA-Titel zu integrieren, aber die Einheit der Wrestlingweltmeistertitel wurde nie wieder erreicht. Allerdings verteidigte Thesz den Titel wie bei seiner ersten Titelregentschaft fast täglich gegen Leute wie Dick the Bruiser, Fritz von Erich, Pat O’Connor (Wrestler) oder Johnny Valentine. Schließlich verlor er den Titel im Alter von 50 Jahren am 7. Januar 1966 endgültig an Gene Kiniski. Er stieg noch weitere dreizehn Jahre lang regelmäßig in den Ring und gewann noch einige regionale Titel.
Sein letztes Match bestritt Lou Thesz am 26. Dezember 1990, als er in Tokyo Masahiro Chono gegenüberstand. Zu diesem Zeitpunkt war er bereits 74 Jahre alt. Damit dürfte Lou Thesz der einzige männliche Wrestler sein, der in sieben Jahrzehnten aktiv im Ring stand.
Im April 2002 musste sich Lou Thesz einer Bypassoperation unterziehen. Hierbei traten Komplikationen auf und Thesz starb am 28. April 2002 im Alter von 86 Jahren. Sein Leichnam wurde verbrannt und im Missouri River verstreut. Thesz erfand alle seine Finishing Moves.

## Erfolge

### Titel
| Datum des Titelgewinns | Titel                                                               | gewonnen gegen...                                                             | Datum des Titelverlusts | verloren an                                              |
| ---------------------- | ------------------------------------------------------------------- | ----------------------------------------------------------------------------- | ----------------------- | -------------------------------------------------------- |
| 29. Dezember 1937      | Midwest Wrestling Association World Heavyweight Title               | Everett Marshall                                                              | ???                     | ???                                                      |
| 29. Dezember 1937      | AWA World Heavyweight Title (Boston Version)                        | bekam den Titel zugesprochen (Yvon Robert weigerte sich gegen ihn anzutreten) | 11. Februar 1938        | Steve Casey                                              |
| 23. Februar 1939       | NWA (Association)                                                   | Everett Marshall                                                              | 23. Juni 1939           | Bronko Nagurski                                          |
| 12. Juni 1940          | World Heavyweight Title (Montreal Version)                          | Leo Numa                                                                      | 23. Oktober 1940        | Yvon Robert                                              |
| 16. Juli 1941          | World Heavyweight Title (Montreal Version)                          | Yvon Robert                                                                   | 17. September 1941      | Yvon Robert                                              |
| 12. Mai 1944           | Texas Heavyweight Title                                             | Hans Schnabel                                                                 | 30. Juni 1944           | Ernie Dusek                                              |
| 18. August 1944        | Texas Heavyweight Title                                             | Ernie Dusek                                                                   | 8. Dezember 1944        | Olaf Olson                                               |
| 3. Mai 1946            | Texas Heavyweight Title                                             | Buddy Rogers                                                                  | 10. Mai 1946            | Buddy Rogers                                             |
| 11. September 1946     | World Heavyweight Title (Montreal Version)                          | Bobby Managoff                                                                | 20. Februar 1947        | Bobby Managoff                                           |
| 16. April 1947         | World Heavyweight Title (Montreal Version)                          | Bobby Managoff                                                                | 26. November 1947       | Yvon Robert                                              |
| 25. April 1947         | NWA (Association) World Heavyweight Title                           | „Whipper Billy“ Watson                                                        | 21. November 1947       | Bill Longson                                             |
| 20. Juli 1948          | NWA (Association) World Heavyweight Title                           | Bill Longson                                                                  | 27. November 1949       | Wurde in NWA World Heavyweight Title eingegliedert       |
| 27. November 1949      | NWA World Heavyweight Title                                         | bekam Titel zugesprochen                                                      | 15. März 1956           | „Whipper Billy“ Watson                                   |
| 21. Mai 1952           | World Heavyweight Title (Los Angeles Version)                       | Baron Michele Leone                                                           | 21. Mai 1952            | Titel wurde in NWA World Heavyweight Title eingegliedert |
| 9. November 1956       | NWA World Heavyweight Title                                         | „Whipper Billy“ Watson                                                        | 14. Juni 1957           | Edouard Carpentier                                       |
| 24. Juli 1957          | NWA World Heavyweight Title                                         | Edouard Carpentier                                                            | 14. November 1957       | Dick Hutton                                              |
| Anfang 1961            | NWA Pacific Coast Tag Team Title (mit The Outlaw)                   | Titel neu eingeführt                                                          | Februar 1961            | Titel wurde vakant                                       |
| 24. Januar 1963        | NWA World Heavyweight Title                                         | Buddy Rogers                                                                  | 7. Januar 1966          | Gene Kiniski                                             |
| 7. September 1964      | AWA (Alliance) World Heavyweight Title                              | Karl Krauser                                                                  | 7. September 1964       | Titel wurde in NWA World Heavyweight Title eingegliedert |
| 14. Oktober 1966       | WWA World Heavyweight Title                                         | Buddy Austin                                                                  | 7. September 1964       | Mark Lewin                                               |
| 13. August 1968        | NWA Southern Tag Team Title (Mid America Version, mit Jackie Fargo) | Don Carson & Red Shadow                                                       | 20. August 1968         | Don Carson & Red Shadow                                  |
| 1973                   | NWA Southern Jr. Heavyweight Title                                  | Tommy Gilbert                                                                 | 1973                    | Tommy Gilbert                                            |
| 1973                   | United States Jr. Heavyweight Title                                 | Don Greene                                                                    | Mai 1973                | Don Greene                                               |
| 27. März 1974          | NWA Southern Jr. Heavyweight Title                                  | Tommy Gilbert                                                                 | 10. April 1974          | Tommy Gilbert                                            |
| 15. August 1977        | UWA World Heavyweight Title                                         | Titel wurde neu eingeführt                                                    | 27. August 1978         | Canek                                                    |

### Hall of Fame
Thesz ist Mitglied von:
- Stampede Wrestling Hall of Fame
- WCW Hall of Fame
- RSPW Hall of Fame
- Puroresu Hall of Fame
- Tragos & Thesz Hall of Fame
- Wrestlingmuseum Hall of Fame
- Slam Wrestling Canadian Hall of Fame
- Missouri Sports Hall of Fame

### Sonstiges
Thesz wurde 1997 von der World Wrestling Federation dafür geehrt, dass er sowohl der jüngste als auch der älteste World Champion (21 bzw. 50 Jahre) war. Zwei Jahre später wurde WWF-Besitzer Vince McMahon mit 54 Jahren Champion.
Nach Lou Thesz ist auch der Lou Thesz Press bekannt, ein Move, in dem ein Wrestler seinen Gegner frontal entgegenspringt, so dass der Gegner zu Boden fällt und eine Schlagserie einsteckt. Dem jüngeren Publikum ist er vor allem durch Stone Cold Steve Austin bekannt, der den Move als Trademark benutzte. Er erfand auch die Powerbomb, durch einen verbotchten Piledriver.

## Schriften
- mit Kit Bauman: Hooker: An Authentic Wrestler's Adventures Inside the Bizarre World of Professional Wrestling.